# Lament (báseň)
Lament je báseň velšského autora Dylana Thomase. Napsal jí v roce 1951 ve svém domě v jihovelšském Laugharne. Velšský hudebník a skladatel John Cale, který v minulosti zhudebnil již několik Thomasových básní, zhudebnil tuto báseň v roce 1998. V tom roce jí hrál při koncertech se skupinou The Creatures. Dále jí představil například při koncertu v Edinburghu v roce 1999, kde toho dne představil také dvě další zhudebněné Thomasovy básně: „If I Were Tickled by the Rub of Love“ a „In My Craft or Sullen Art“. Rovněž jí hrál v roce 2003.
V češtině báseň vyšla knižně poprvé v roce 1958 ve výboru Zvláště když říjnový vítr (SNKLHU) v překladu Jiřiny Haukové pod názvem „Nářek“. Ve výboru Kapradinový vrch (Mladá fronta, 1965) vyšel revidovaný překlad pod stejným názvem. Pod stejným názvem báseň přeložil také Pavel Šrut pro výbor Svlékání tmy (Československý spisovatel, 1988).